# ХВВ Ден Хааг
«ХВВ Ден Хааг» (нидерл. Haagse Voetbal Vereniging) — нидерландский любительский футбольный клуб из города Гаага. Основан в 1883 году. 
В 1983 году клуб получил статус «Королевского» .

## История
ХВВ был одним из самых успешных нидерландских футбольных клубов до начала Первой мировой войны, завоевав десять чемпионских титулов в период между 1890 и 1914 годами. 
Клуб является одной из четырёх команд в Нидерландах, имеющих право носить на футболках «золотую звезду», которая даётся за 10 выигранных титулов. 
Ныне ХВВ Ден Хааг играет в региональной лиге.

## Достижения
- Чемпионат Нидерландов: 10[3]
  - 1890/91, 1895/96, 1899/00, 1900/01, 1901/02, 1902/03, 1904/05, 1906/07, 1909/10, 1913/14
- Кубок Нидерландов: 1[4]
  - Обладатель: 1903
  - Финалист: 1899, 1904, 1910